# ジュリエット・ロホイス
ジュリエット・ロホイス（Juliët Lohuis、1996年9月10日 - ）は、オランダの女子バレーボール選手。オランダ代表。

## 来歴

### クラブチーム
オルデンザール出身。2012年にVV Set-Up'65へ加入し、バレーボール選手としてのキャリアをスタートさせる。2013/14シーズンはTT Papendal Arnhemでプレーした。2015/16シーズンから2年間はDros-Alternoで活躍した。2017/18シーズンはドイツブンデスリーガのUSC ミュンスターでプレーした。2019/20シーズンはアリアンツ MTV シュトゥットガルトで3年間プレーし、2020/21シーズンは2位、2021/22シーズンはリーグ優勝を果たした。2022/23シーズンからはイタリアセリエAのカザルマッジョーレと契約した。
2024年からはSVリーグの東レアローズ滋賀でプレーする。

### 代表チーム
2018年、オランダ代表に初選出された。同年のネーションズリーグでデビューすると、同年10月の世界選手権で4位となった。2019年、ワールドカップと欧州選手権に出場した。

## 球歴
- 世界選手権 - 2018年
- ワールドカップ - 2019年
- 欧州選手権 - 2019年、2021年
- ネーションズリーグ - 2018年、2021年
- パリ五輪 - 2024年

## 受賞歴
- 2025年 - 2024-25 SV.LEAGUE WOMEN トップサーバー

## 所属クラブ
- VV Set-Up'65（2012-2013年）
- TT Papendal Arnhem（2013-2014年）
- Eurosped（2014-2015年）
- Dros-Alterno（2015-2017年）
- USC ミュンスター（2017-2019年）
- アリアンツ MTV シュトゥットガルト（2019-2022年）
- カザルマッジョーレ（2022-2024年）
- 東レアローズ滋賀（2024年-）

## 個人成績
SV.LEAGUEの個人成績は下記の通り（チャンピオンシップ含む）。
| 大会            | チーム          | 出場     | 出場        | アタック | アタック | アタック | アタック | バックアタック | バックアタック | バックアタック | バックアタック | アタック 決定本数 | ブロック | ブロック       | サーブ | サーブ   | サーブ | サーブ | サーブ   | サーブレシーブ | サーブレシーブ | サーブレシーブ | サーブレシーブ | 総得点      | 総得点      | 総得点   | 総得点      |
| --------------- | --------------- | -------- | ----------- | -------- | -------- | -------- | -------- | -------------- | -------------- | -------------- | -------------- | ----------------- | -------- | -------------- | ------ | -------- | ------ | ------ | -------- | -------------- | -------------- | -------------- | -------------- | ----------- | ----------- | -------- | ----------- |
| 大会            | チーム          | 試 合 数 | セ ッ ト 数 | 打 数    | 得 点    | 失 点    | 決 定 率 | 打 数          | 得 点          | 失 点          | 決 定 率       | セ ッ ト 平 均    | 得 点    | セ ッ ト 平 均 | 打 数  | エ 丨 ス | 失 点  | 効 果  | 効 果 率 | 受 数          | 成 功 ・ 優    | 成 功 ・ 良    | 成 功 率       | ア タ ッ ク | ブ ロ ッ ク | サ 丨 ブ | 得 点 合 計 |
| SV 2024-25      | 東レ            | 39       | 160         | 680      | 303      | 33       | 44.6     | 0              | 0              | 0              | -              | 1.89              | 97       | 0.61           | 519    | 36       | 49     | 255    | 16.9     | 50             | 24             | 10             | 58.0           | 303         | 97          | 36       | 436         |
| 通算：1シーズン | 通算：1シーズン | 39       | 160         | 680      | 303      | 33       | 44.6     | 0              | 0              | 0              | -              | 1.89              | 97       | 0.61           | 519    | 36       | 49     | 255    | 16.9     | 50             | 24             | 10             | 58.0           | 303         | 97          | 36       | 436         |